# Pasquale Galluppi
Pasquale Galluppi, italijanski filozof in pedagog, * 2. april 1770, Tropea, † 13. december 1846, Neapelj.
Med letoma 1831 in 1846 je bil profesor filozofije na Univerzi v Neaplju.